# Léopold Steiner
Pour les articles homonymes, voir Steiner.
Léopold Steiner, né le 7 mars 1853 à Paris et mort le 29 décembre 1899 à Neuilly-sur-Marne (Seine-et-Oise), est un sculpteur français.

## Biographie
Fils d'un sculpteur, Léopold Clément Amédée Steiner suit des études artistiques à l'École des beaux-arts de Paris et est l'élève de François Jouffroy et d'Aimé Millet. En 1875, il répond au concours organisé par la ville de Paris pour le monument de la Défense de la ville, reçoit une mention et cette première réalisation est présentée au Salon l'année suivante.
Léopold Steiner reçoit une médaille de première classe au Salon de 1884  pour Berger et Sylvain, qui sera acquis par l'État français, et pour une statue de Claude Joseph Rouget de Lisle qui sera installée à Choisy-le-Roi. Une année plus tard, sa statue d'Alexandre Ledru-Rollin est choisie, sur concours, pour figurer devant la mairie du 11e arrondissement de Paris.
La Cigale est remarquée au Salon de 1887 et est achetée par l'État, tout comme le Père nourricier une année plus tard. En 1889, Léopold Steiner reçoit une médaille d'or à l'Exposition universelle pour l'ensemble de son œuvre.
Le Jeune homme au chat est exposée au Salon de 1891. Léopold Steiner participe à la décoration de l'hôtel particulier du prince Roland Bonaparte, 10 avenue d'Iéna à Paris et à celle du château de Franconville.
Il décède le 29 décembre 1899 à 11 h 30, à l'âge de 46 ans, à Neuilly-sur-Marne au 160 rue de Paris. C'est dans le cimetière de Bois-le-Roi (Seine-et-Marne) qu'il est inhumé le 3 janvier.
Sa dernière œuvre, Pégase tenu par la Renommée de la Guerre, un des quatre groupes doré aux extrémités du pont Alexandre-III est achevée par Eugène Gantzlin et inaugurée en 1900.

## Œuvres

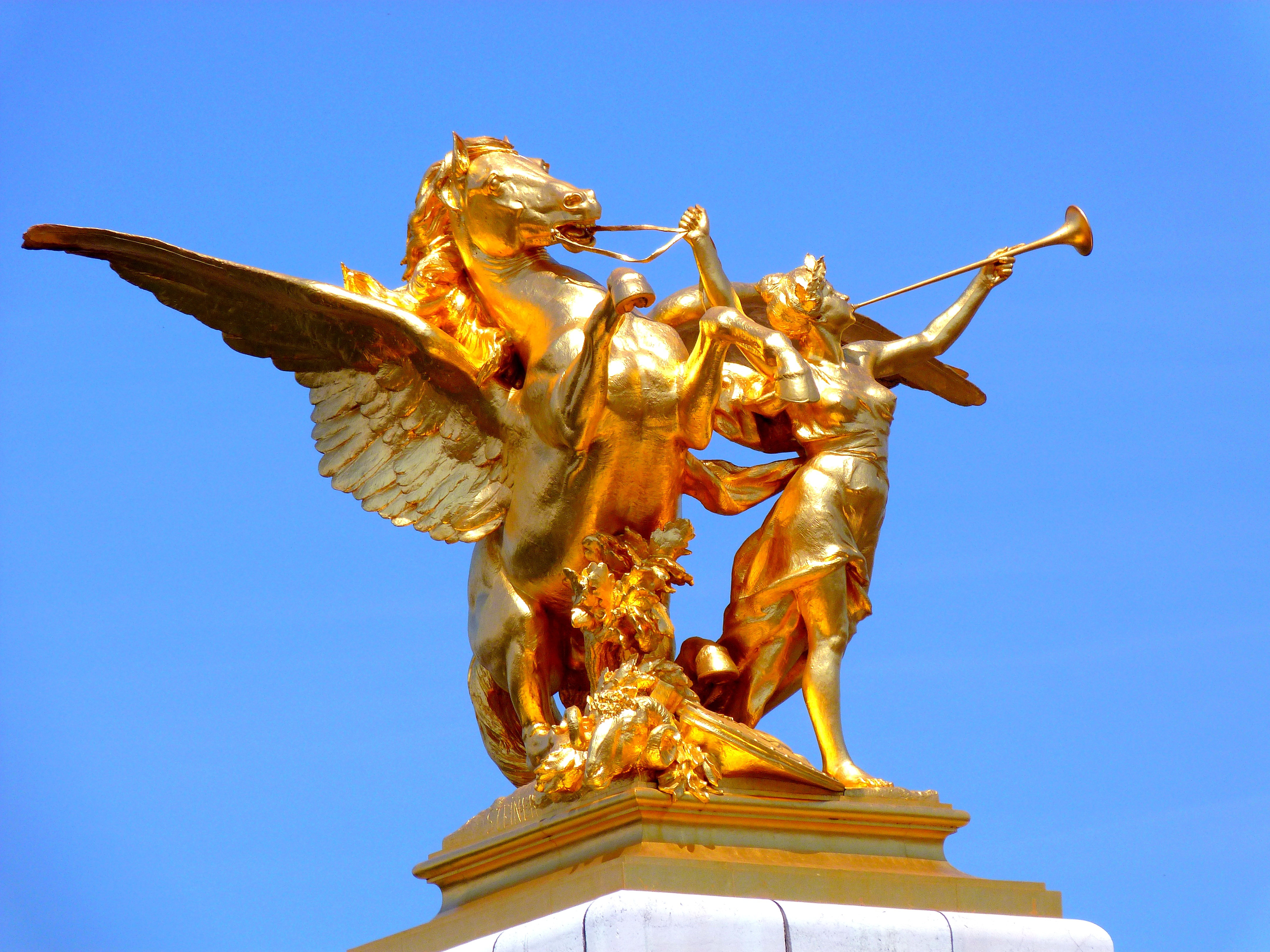
Pégase tenu par la Renommée de la Guerre (1900), pylône aval gauche du pont Alexandre-III à Paris.

- Berger et Sylvain, groupe relié, plâtre au salon de 1884[5], bronze à Briançon[6] puis dans les réserves d'Orsay, et plâtre original au musée de Semur-en-Auxois ;
- Claude Joseph Rouget de Lisle, statue en  pied, main sur le cœur, bronze élevé par souscription nationale sur un socle comportant des bas-reliefs et inauguré la même année à Choisy-le-Roi ; le plâtre, exposé au salon de 1884, fut en 1889 donné par l'État au musée de Reims[7],[8];
- Alexandre Ledru-Rollin, statue en pied, main droite appuyée sur une urne électorale portant l'inscription Vox populi, plâtre au salon de 1885 ; bronze érigé sur un socle de granit et inauguré le 24 février 1885 sur la place Voltaire[9] (actuelle place Léon-Blum) devant la mairie du 11e arrondissement, fondue en 1942, dans le cadre de la mobilisation des métaux non ferreux ;
- Alexandre Ledru-Rollin buste 1886), marbre, musée de l'Histoire de France au château de Versailles[10],[11] ;
- Monument à Jules Chagot, initialement à Montceau-les-Mines (1886) ;
- La Cigale (1887) ;
- Le Père nourricier, groupe relié, plâtre au Salon de 1888[12], bronze à l'Exposition universelle de 1889, acheté par l'État et attribué au musée de Limoges, érigé dans le jardin d'Orsay en 1890. Il est fondu en 1942, dans le cadre de la mobilisation des métaux non ferreux ;
- Félicien David, initialement pour l’opéra Garnier (1891) ;
- Jeune au chat, Salon de 1891 ;
- La mère Copette, Salon de 1892 ;
- Le Rajh de Kapurtala, statue équestre (1894);
- Berryer (Pierre-Antoine Berryer), statue, plâtre au salon de 1894, hors concours, commandée par l'État pour la Chambre des Députés[13] ;
- Le Déclin, Salon de 1895, érigé square Samuel-de-Champlain, vandalisé puis démonté en 2002 ;
- Pégase tenu par la Renommée de la Guerre, pont Alexandre-III (1900).